# Bulletin de littérature ecclésiastique
Le bulletin de littérature ecclésiastique (en abrégé B.L.E.) a été fondé en 1899 par l'Institut catholique de Toulouse. Il a vocation à publier les travaux universitaires des enseignants-chercheurs des Facultés de théologie, philosophie, droit canon et lettres. Il est né à la même époque que la crise moderniste.